# Ритошићи
Ритошићи су насеље у Србији у општини Прибој у Златиборском округу. Према попису из 2022. било је 57 становника.

## Демографија
У насељу Ритошићи живи 212 пунолетних становника, а просечна старост становништва износи 54,9 година (55,1 код мушкараца и 54,8 код жена). У насељу има 97 домаћинстава, а просечан број чланова по домаћинству је 2,35.
Ово насеље је углавном насељено Србима (према попису из 2002. године), а у последња три пописа, примећен је пад у броју становника.
|  |

| Демографија | Демографија | Демографија |
| Година      | Становника  | Становника  |
| ----------- | ----------- | ----------- |
| 1948.       | 908         |             |
| 1953.       | 1.072       |             |
| 1961.       | 1.111       |             |
| 1971.       | 1.019       |             |
| 1981.       | 856         |             |
| 1991.       | 434         | 402         |
| 2002.       | 228         | 249         |

| Етнички састав према попису из 2002.‍ | Етнички састав према попису из 2002.‍ | Етнички састав према попису из 2002.‍ | Етнички састав према попису из 2002.‍ | Етнички састав према попису из 2002.‍ |
| ------------------------------------ | ------------------------------------ | ------------------------------------ | ------------------------------------ | ------------------------------------ |
|                                      |                                      |                                      |                                      |                                      |
| Срби                                 | Срби                                 |                                      | 185                                  | 81,14%                               |
| Муслимани                            | Муслимани                            |                                      | 29                                   | 12,71%                               |
| Бошњаци                              | Бошњаци                              |                                      | 13                                   | 5,70%                                |
| непознато                            | непознато                            |                                      | 1                                    | 0,43%                                |

| Година пописа     | 1948. | 1953. | 1961. | 1971. | 1981. | 1991. | 2002. |
| ----------------- | ----- | ----- | ----- | ----- | ----- | ----- | ----- |
| Број домаћинстава | 175   | 190   | 183   | 187   | 189   | 128   | 97    |

| Број чланова      | 1  | 2  | 3 | 4  | 5 | 6 | 7 | 8 | 9 | 10 и више | Просек |
| ----------------- | -- | -- | - | -- | - | - | - | - | - | --------- | ------ |
| Број домаћинстава | 23 | 48 | 8 | 11 | 4 | 2 | 0 | 0 | 1 | 0         | 2,35   |

| Пол    | Укупно | Неожењен/Неудата | Ожењен/Удата | Удовац/Удовица | Разведен/Разведена | Непознато |
| ------ | ------ | ---------------- | ------------ | -------------- | ------------------ | --------- |
| Мушки  | 100    | 20               | 74           | 6              | 0                  | 0         |
| Женски | 116    | 14               | 77           | 25             | 0                  | 0         |
| УКУПНО | 216    | 34               | 151          | 31             | 0                  | 0         |

| Пол    | Укупно                    | Пољопривреда, лов и шумарство | Рибарство                            | Вађење руде и камена | Прерађивачка индустрија       |
| ------ | ------------------------- | ----------------------------- | ------------------------------------ | -------------------- | ----------------------------- |
| Мушки  | 32                        | 27                            | 0                                    | 0                    | 1                             |
| Женски | 22                        | 20                            | 0                                    | 0                    | 0                             |
| УКУПНО | 54                        | 47                            | 0                                    | 0                    | 1                             |
| Пол    | Производња и снабдевање   | Грађевинарство                | Трговина                             | Хотели и ресторани   | Саобраћај, складиштење и везе |
| Мушки  | 0                         | 1                             | 0                                    | 0                    | 3                             |
| Женски | 0                         | 0                             | 1                                    | 0                    | 0                             |
| УКУПНО | 0                         | 1                             | 1                                    | 0                    | 3                             |
| Пол    | Финансијско посредовање   | Некретнине                    | Државна управа и одбрана             | Образовање           | Здравствени и социјални рад   |
| Мушки  | 0                         | 0                             | 0                                    | 0                    | 0                             |
| Женски | 0                         | 0                             | 0                                    | 1                    | 0                             |
| УКУПНО | 0                         | 0                             | 0                                    | 1                    | 0                             |
| Пол    | Остале услужне активности | Приватна домаћинства          | Екстериторијалне организације и тела | Непознато            | Непознато                     |
| Мушки  | 0                         | 0                             | 0                                    | 0                    | 0                             |
| Женски | 0                         | 0                             | 0                                    | 0                    | 0                             |
| УКУПНО | 0                         | 0                             | 0                                    | 0                    | 0                             |